# Свои (филм, 2004)
Свои (на руски: Свои) е руски драматичен филм от 2004 година на режисьора Дмитрий Месхиев.

## Сюжет
В края на лятото на 1941 година, немските войски настъпват все по̀ на изток, пленявайки колонии руски войници. С придвижването им към тила, трима от тях успяват да се измъкнат чрез бягство. Под угрозата да бъдат открити, те намират убежище в плевня в малко селце, което е и родно на един от бегълците. Страхът от предателство и съмненията доколко са свои, пораждат напрежение у героите в тази история.

## Актьорски състав
- – Константин Хабенский
- – Богдан Ступка
- – Сергей Гармаш
- – Михаил Евланов
- – Фьодор Бондарчук
- – Анна Михалкова

## Награди и номинации
| Година | Награда/Номинация |
| ------ | --- |
| 2004   | Златен Георги от Московския международен кинофестивал за най-добър филм, Сребърен Георги за най-добра режисьорска работа и най-добра мъжка роля; |
| 2004   | Награда на журито на руските кинокритици за най-добър филм;                                                                                      |
| 2004   | Награда на Федерацията на киноклубовете в Русия за най-добър филм;                                                                               |
| 2004   | Награди Ника за най-добър игрален филм, най-добър сценарий (Валентин Черних) и най-добър оператор (Сергей Мачилски);                             |
| 2004   | Златен орел за най-добър сценарий (Валентин Черних), най-добра мъжка роля (Сергей Гармаш) и най-добра операторска работа (Сергей Мачилски);      |